# Nikolaus Weselik
Nikolaus Sascha Weselik (* 4. Februar 1966) ist ein österreichischer Jurist und Autor.

## Werdegang
Weselik legte 1990 seinen Magister in Rechtswissenschaften an der Universität Wien ab. 1993 promovierte er mit der Dissertation Das österreichische Tabakmonopol aus EG-rechtlicher Sicht. Seit 1995 ist er als Anwalt tätig und seit 1999 Seniorpartner der international tätigen Rechtsanwaltskanzlei CMS Reich-Rohrwig Hainz Rechtsanwälte GmbH mit Sitz in Wien. Sein fachlicher Schwerpunkt liegt im Bauvertrags- und Immobilienrecht, wobei er in der Kanzlei die entsprechende Fachabteilung leitet. Neben seiner mehrjährigen Vortrags- und Seminartätigkeit ist er Autor bzw. Mitautor mehrerer Fachbücher.
Im Mai 2008 wurde Weselik von der Branchenzeitschrift Immobilien Magazin zu einem der 100 wichtigsten Menschen der Immobilienbranche gewählt. Beim Best-Lawyers-Ranking 2019 des Handelsblattes gehörte er erneut zu den besten Anwälten Österreichs.

## Werke
Monografien
- Das österreichische Tabakmonopol aus EG-rechtlicher Sicht. Dissertation, Wien, 1993
- Bauarbeitenkoordinationsrecht, 2001, Linde Verlag, ISBN 978-3707302929
- Der österreichische Bauvertrag. mit Wolfgang Hussian, Linde Verlag, 1. Auflage 2011, ISBN 978-3707312508
- Der österreichische Bauprozess. mit Wolfgang Hussian, Linde Verlag, 2. Auflage 2009, ISBN 978-3707313659

als Mitherausgeber
- Handbuch des internationalen Bauvertrags mit Thomas Hamerl, Linde Verlag, 1. Auflage 2015, ISBN 978-3714302714

Zeitschriftenaufsätze
- Zur Auslegung und Beweislast bei Bankgarantien. In: Baurechtliche Blätter 13, 13–14 (2010), DOI:10.1007/s00738-010-0770-6
- Sittenwidrige Bauvertragsklauseln. In: Handbuch Claim-Management – Rechtliche und bauwirtschaftliche Lösungsansätze zur Abwicklung von Bauprojekten für AG und AN. 2012. ISBN 9783707317534